# Kaspar Boye Larsen

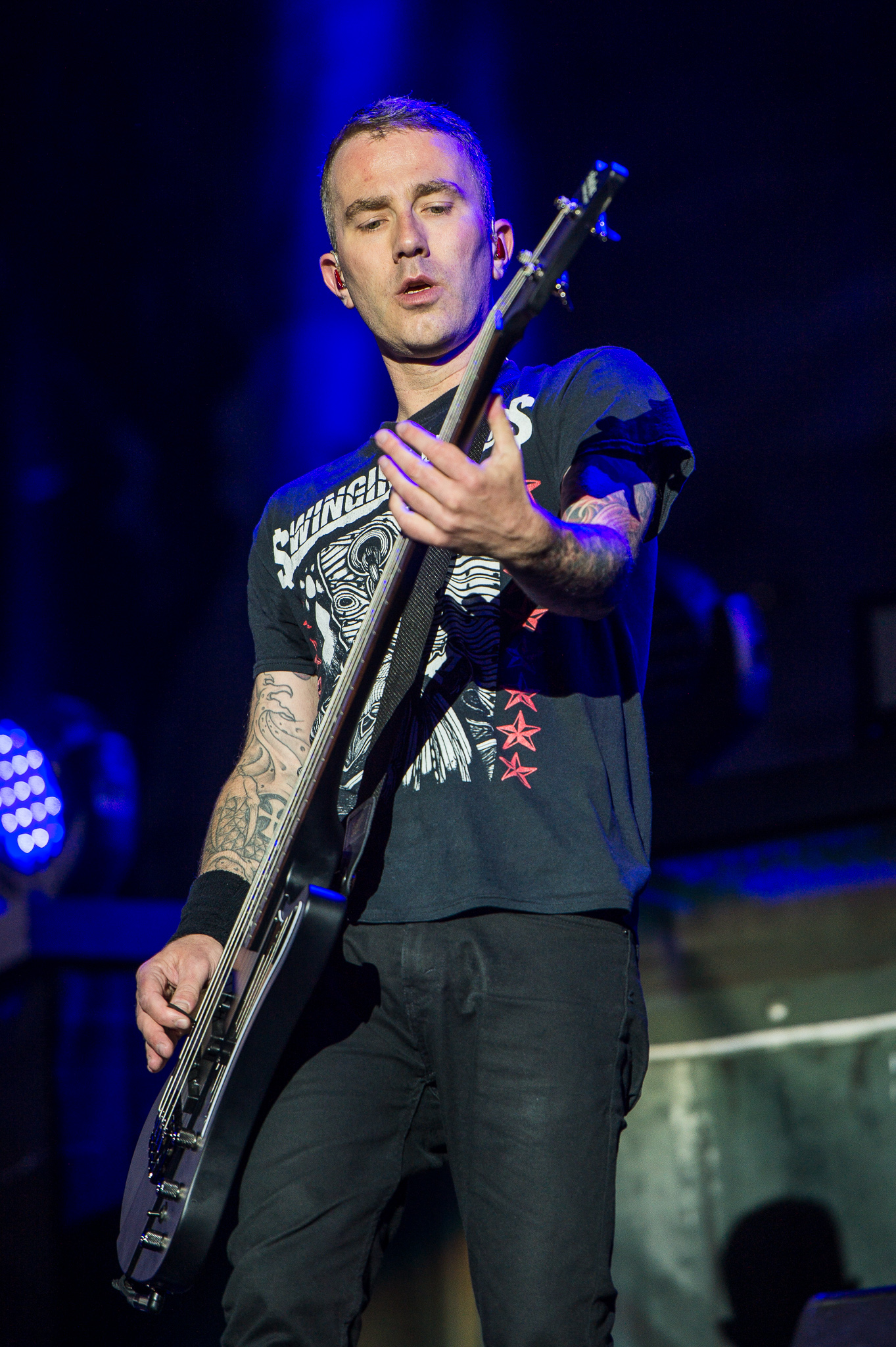
Larsen beim Rock im Park 2016

Kaspar Boye Larsen (* 10. März 1975) ist ein dänischer Bassist. Er spielt in den Bands Volbeat, The Kandidate und Thorium und war davor Mitglied bei Withering Surface.

## Werdegang
Larsen gehörte im Oktober 1994 zu den Gründungsmitgliedern der Melodic-Death-Metal-Band Withering Surface, die aus der Stadt Naestved stammt und vier Alben veröffentlichte. Ende 2004 lösten sich Withering Surface auf und Larsen gründete mit dem Gitarristen Allan Tvedebrink die Thrash-Metal-Band The Downward Candidate, die sich später in The Kandidate umbenannte. Mit The Kandidate veröffentlichte Larsen zwei Studioalben. Zudem schloss er sich der Death-Metal-Band Thorium an, mit denen er im Jahre 2008 das Album Feral Creation herausbrachte. Im April 2016 verkündete die Band Volbeat, dass Larsen sie auf der anstehenden Nordamerikatournee begleiten werde. Larsen hatte bereits zehn Jahre zuvor für einige Konzerte bei Volbeat ausgeholfen. Einen Monat später wurde Larsen festes Bandmitglied als Nachfolger von Anders Kjølholm.

## Diskografie
mit The Kandidate
siehe The Kandidate#Diskografie
mit Thorium
- 2008: Feral Creation

mit Volbeat
- 2018: Let’s Boogie! Live from Telia Parken

mit Withering Surface
siehe Withering Surface#Diskografie